# NGC 5315
NGC 5315（エヌジーシー5315）はコンパス座南部の惑星状星雲のこと。中心星はコンパス座アルファ星の西南西5.2度にあり等級14.2で、取り巻く星雲は見かけの等級9.8と倍率200倍超でのみ環として観察できる。星雲を1883年に発見したのは天文学者ラルフ・コープランドである。中央星のスペクトル分類WC4、水素が欠乏し有効温度76-79 kK、また、地球からの距離は正確にはわからないものの、2キロパーセク (6.5 kly)と推定される。首かざり星雲とも呼ばれる。 
この惑星状星雲はわずかに楕円形で複雑な構造をしており、環はやや壊れていて、炭素の存在量は典型的で窒素は存在比がわずかに多いことを示す。視線速度の研究から連星系である可能性がある。星雲はs過程要素の濃縮はなく、伴星との相互作用によって星の漸近巨星分枝の段階が切り捨てられたか、あるいは星の質量が小さく3回目の汲み上げ効果がなかったと示唆され、AGB過程に星のs過程要素がエンベロープによって大幅に薄まったのかもしれない。